# 歇台子駅
歇台子駅（けつだいしえき）は、中華人民共和国重慶市九竜坡区に位置する重慶軌道交通の駅。1号線、5号線、18号線が乗り入れている。

## 駅構造
各路線とも島式1面2線の構造となっている。

### 1号線
| 至朝天門 | ←      | 上り | ← |        |
|          | ホーム |      |   |        |
|          | →      | 下り | → | 至璧山 |

### 5号線
| 至悦港北路 | ←      | 上り | ← |        |
|            | ホーム |      |   |        |
|            | →      | 下り | → | 至跳磴 |

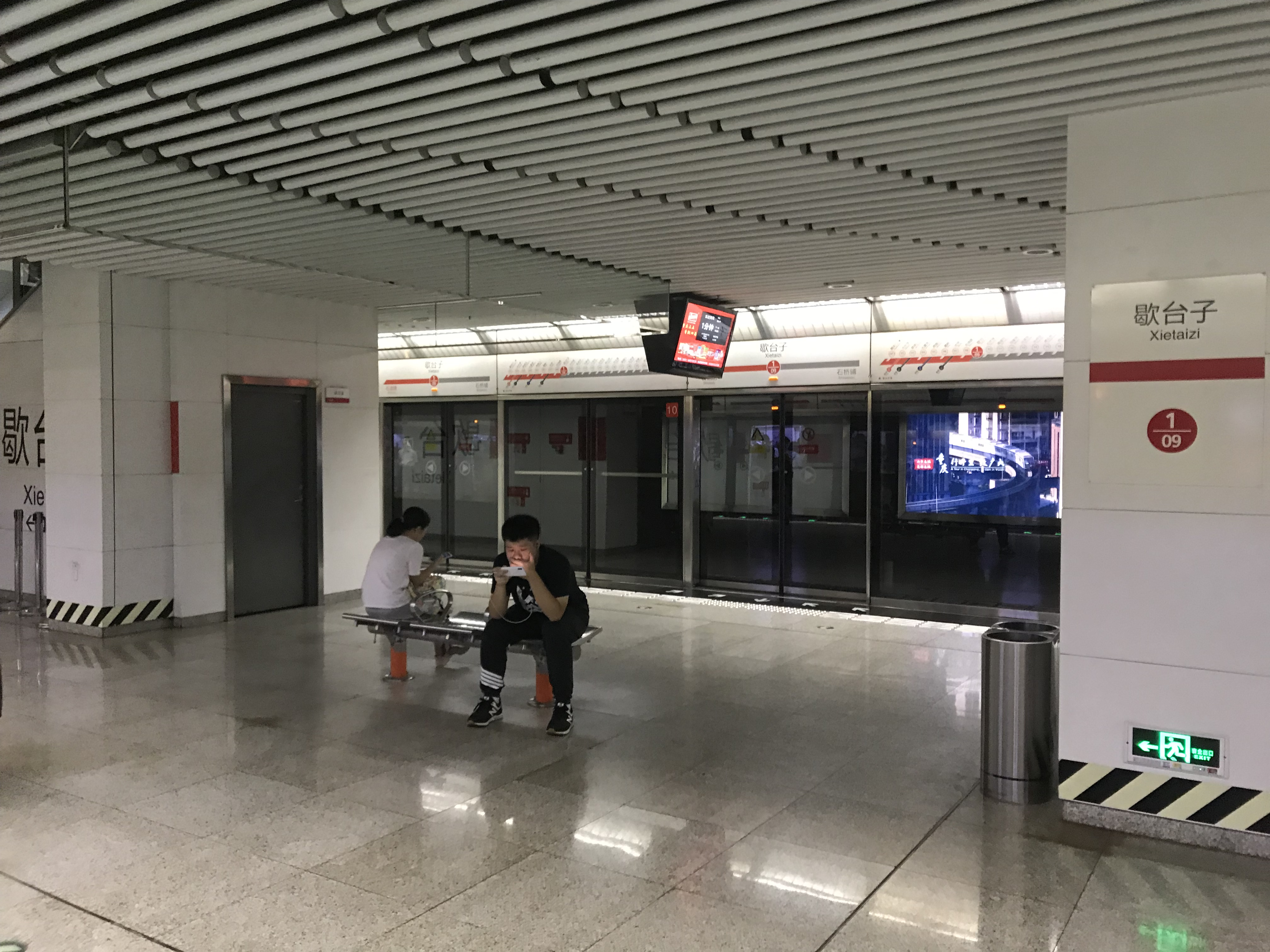
1号線ホーム
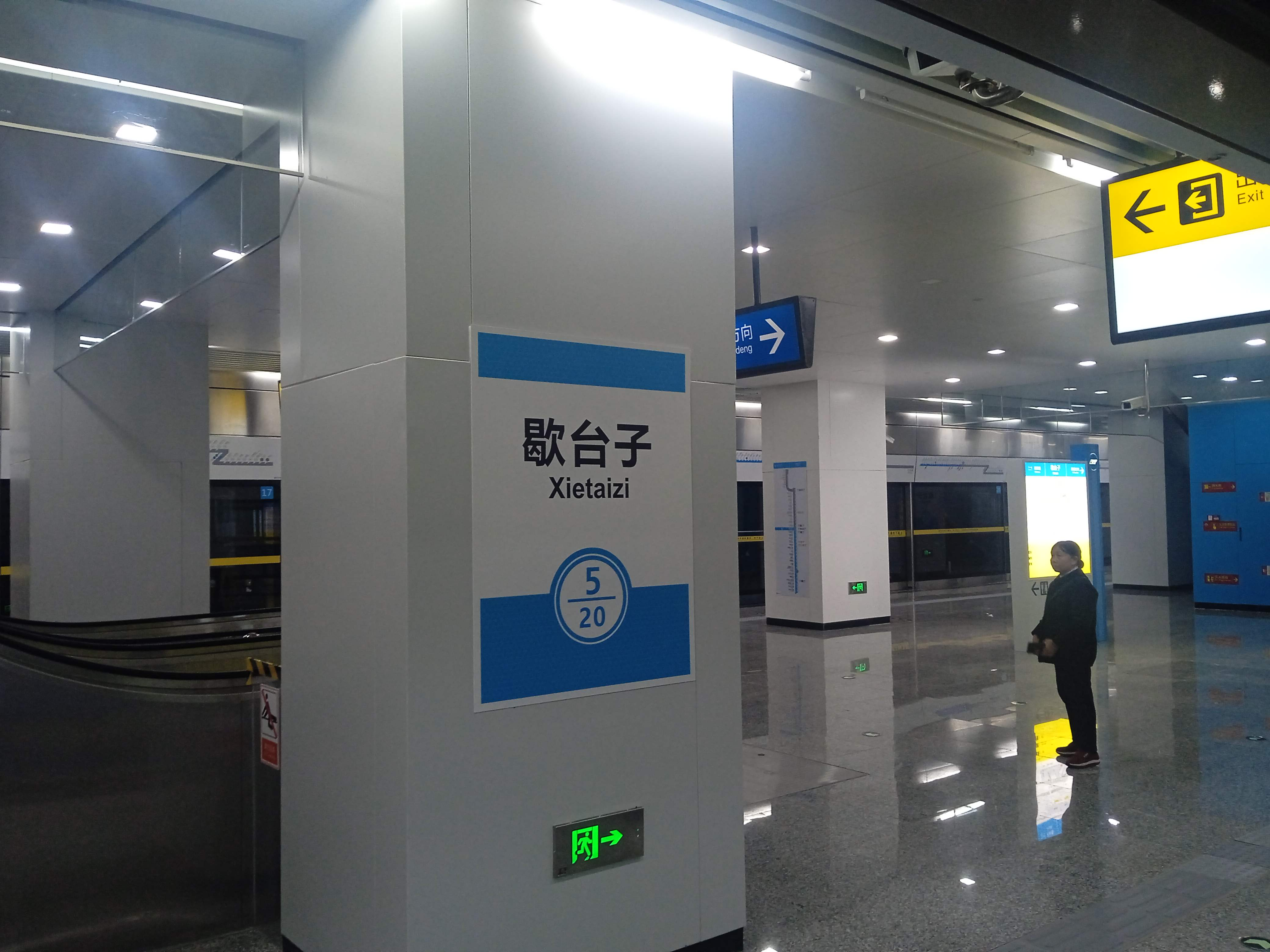
5号線ホームと駅名標

## 歴史
- 2011年7月28日 - 1号線の駅として開業。
- 2023年11月30日 - 5号線が開業。
- 2025年6月26日 - 18号線が開業[1]。